# 나라 할라
나라 할라(만주어: ᠨᠠᡵᠠ
ᡥᠠᠯᠠ Nara Hala, 한국 한자: 那拉氏 나랍씨)는 납랍씨(納喇氏), 납란씨(納蘭氏)라고도 한다. 만주팔대성 중 하나로 요(遼) 금(金)대 나라씨(拿懶氏, 拏懶氏)씨가 그 전신이다. 훨운(만주어:  Hūlun) 4부가 이 나라씨족에 의해 통치되었다.
16세기에 이르러 하라의 인구가 증가하면서 분화가 진행되었고, 하나의 하라가 나뉘어서 따로 거주하는 두 개 이상의 동성 씨족 집단이 생겨나기 시작했는데, 이를 무쿤(穆昆, Mukūn)이라고 한다. 나라 하라는 여허나라(Yehe Nara, 葉赫那拉), 울라나라(Ula Nara, 烏拉那拉), 하다나라(Hada Nara, 哈達那拉), 호이파나라Hoifa Nara, 輝發那拉), 수완나라(Suwan Nara, 蘇完那拉) 등으로 분화되었다.

## 출신 인물
- 나라 몽고저저 - 천명제의 황후이자 숭덕제의 모후.
- 나라 아바하이 - 천명제의 황후이자 예친왕의 모후.
- 나라 숙사하 - 강희제의 보정대신.
- 나라 밍주 - 강희제 시기 고위 관료.
- 나라 싱더 - 시인. 밍주의 장남.
- 효경헌황후 - 옹정제의 정후.
- 계황후 - 건륭제의 제2황후
- 서태후 - 동치제, 광서제의 섭정.
- 효정경황후 - 광서제의 황후.

## 같이 보기
- 만주족의 성씨

1. ↑  이훈. 《만주족 이야기》. 너머북스. 207쪽. ISBN 9788994606514.